# Aloe tauri
Aloe tauri ist eine Pflanzenart der Gattung der Aloen in der Unterfamilie der Affodillgewächse (Asphodeloideae). Das Artepitheton tauri stammt aus dem Lateinischen, bedeutet ‚Stier‘ und verweist auf E. J. Bullock aus Bulawayo der die Art entdeckte.

## Beschreibung

### Vegetative Merkmale
Aloe tauri wächst stammlos oder kurz stammbildend, ist einfach oder verzweigend und bildet dann große Gruppen. Der niederliegende Stamm erreicht eine Länge von bis zu 30 Zentimetern und ist mit den Resten toter Blätter bedeckt. Die ausgebreiteten, lanzettlich-zugespitzten, rinnigen Laubblätter bilden eine dichte Rosette. Die dunkelgrüne oder kupferrot überlaufene Blattspreite ist 30 bis 60 Zentimeter lang und 6 bis 8 Zentimeter breit. Die bräunlich gespitzten Zähne am knorpeligen, rötlichen Blattrand sind 1 bis 2 Millimeter lang und stehen 6 bis 12 Millimeter voneinander entfernt.

### Blütenstände und Blüten
Der aufrechte Blütenstand ist einfach oder weist selten einen Zweig auf. Er erreicht eine Länge von bis zu 100 Zentimetern. Die sehr dichten, zylindrischen Trauben sind etwa 15 bis 30 Zentimeter lang und 5 Zentimeter breit. Die eiförmig lang gespitzt Brakteen weisen eine Länge von etwa 12 Millimeter auf und sind 7 Millimeter breit. Die glockenförmigen, hellgelben Blüten stehen an einem 1 Millimeter langen Blütenstiel. Sie sind bis zu 18 Millimeter lang und weisen an ihrer Mündung einen Durchmesser von etwa 10 Millimeter auf. Ihre äußeren Perigonblätter sind nicht miteinander verwachsen. Die Staubblätter und der Griffel ragen 10 Millimeter aus der Blüte heraus.

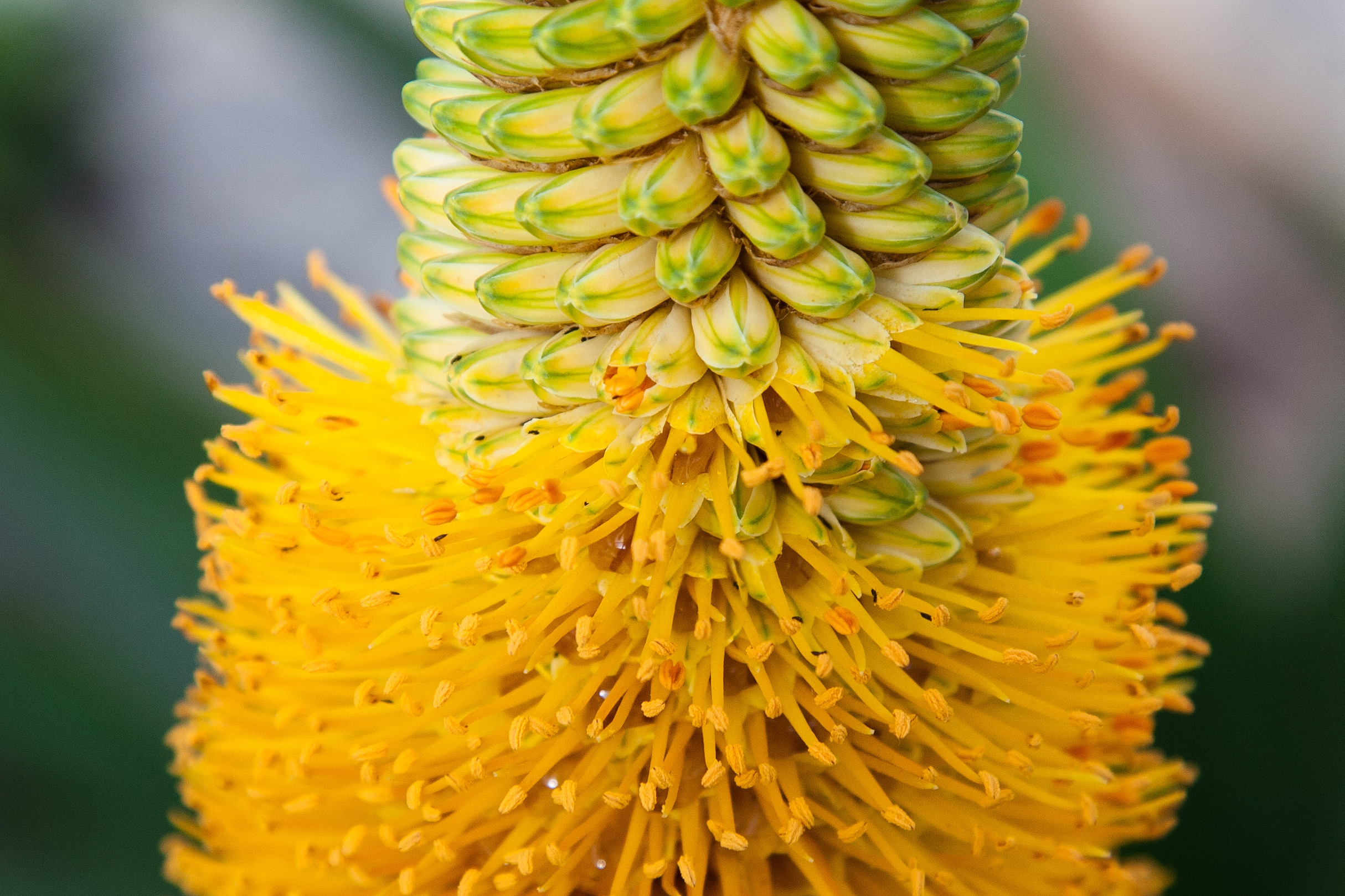
Detail Blütenstand Aloe tauri
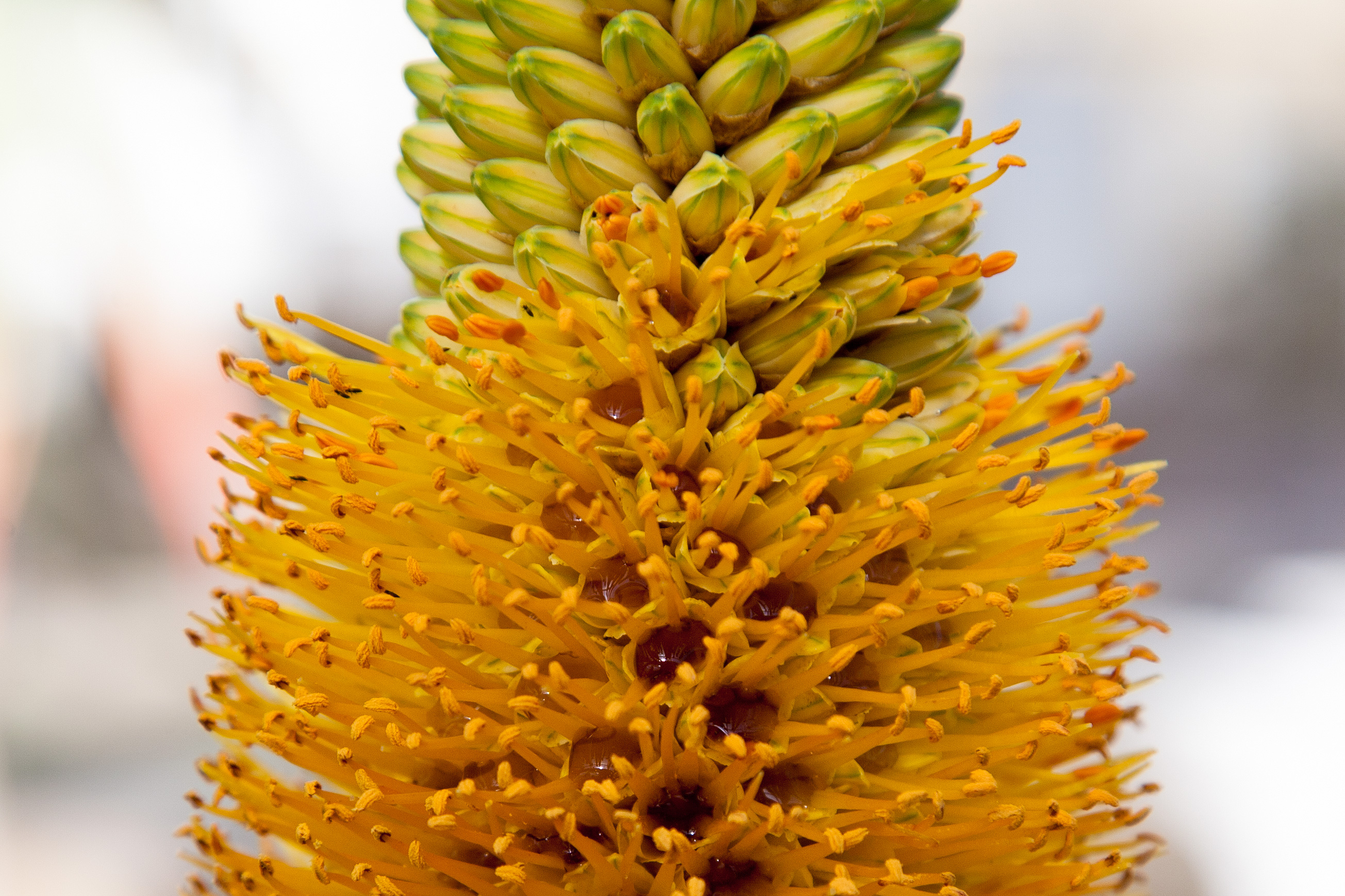
Detail Blütenstand Aloe tauri

## Systematik und Verbreitung
Aloe tauri ist im Süden von Simbabwe zwischen Grasbüscheln auf steilen Felsplatten in Höhen 1065 bis 1220 Metern verbreitet.
Die Erstbeschreibung durch Leslie Charles Leach wurde 1968 veröffentlicht. Aloe tauri ist eng mit Aloe spicata verwandt und wurde von Hugh Francis Glen und David Spencer Hardy im Jahr 2000 als Synonym dieser Art angesehen.

## Nachweise